# Henkel
Henkel és una multinacional amb seu a Alemanya especialitzada en productes de neteja i d'adrogueria. Fundada el 1876, ha anat creixent amb la sola excepció del període de la Segona Guerra Mundial, quan va ser expropiada. El 2002 va renovar la seva estratègia de publicitat. Els seus productes arriben a més de 120 països.

## Productes i marques més destacats
- Persil (detergent)
- Dixan (detergent)
- Neutrex (lleixiu)
- Wipp (detergent)
- Perlan (suavitzant)
- Vernel (suavitzant)
- Schwarzkopf (productes per al cabell)
- Fa (desodorant)
- Pritt (adhesiu de barra)[1]
- Mistol (sabó)
- Tenn (netejador)
- Estrella (lleixiu)
- Conejo (lleixiu)
- Diadermine (crema facial)
- Licor del polo (pasta de dents)
- Loctite (adhesiu)